# Simone Facey
Simone Facey (1985. május 7. –) jamaicai atlétanő.
Sikereit a jamaicai váltó tagjaként érte el. A 2007-es oszakai világbajnokságon az amerikai váltó mögött ezüstérmet nyert hazája atlétáival. 2009-ben a berlini világbajnokságon Shelly-Ann Fraser, Aleen Bailey és Kerron Stewart társaként aranyérmes lett a Bahama-szigetek és Németország váltója előtt. Egyéniben egy ezüstérmet jegyez, melyet a 2002-es junior világbajnokságon ért el száz méteren.

## Egyéni legjobbjai
- 100 méter – 10,95 (2008)
- 200 méter – 22,25 (2008)